# Groupe des similitudes
En mathématiques, le groupe des similitudes d'une forme quadratique q est le groupe des éléments du groupe linéaire qui préservent la relation d'othogonalité définie par q. Plus généralement, on peut définir le groupe des similitudes d'une forme hermitienne ou antihermitienne. Ces groupes sont de nature essentiellement géométrique, et les groupes des similitudes d'un espace euclidien sont liés à ces groupes.